# Элоиза Элена
Элоиза Элена Лима ди Мораис Карвалью (порт. Heloísa Helena Lima de Moraes Carvalho, португальское произношение: [eloˈizɐ eˈlenɐ ˈlimɐ di moˈɾajs kaʁˈvaʎu]; род. 6 июня 1962 года в Пан-де-Асукар, Алагоас) — бразильская общественная и политическая деятельница левого толка, одна из руководителей троцкистской Партии социализма и свободы, а затем экологической партии «Сеть устойчивого развития». На президентских выборах 2006 года заняла третье место, а по количеству поданных за неё голосов остаётся третьей самой успешной женщиной-кандидатом в президенты в истории Бразилии, уступая только показателям Марины Силвы и Дилмы Русеф.
Работала медсестрой и учительницей. В 1998 году она была избрана сенатором от Алагоаса, набрав наибольшее количество голосов на этих выборах. Как активистка левого крыла Партии трудящихся (ПТ), она не соглашалась с политикой её руководства, считая некоторые его шаги чрезмерно консервативными. Так, в 2003 году она голосовала против неолиберальной пенсионной реформы, проведённой в первый президентский срок лидера ПТ Луиса Инасиу Лула да Силва, и в результате была исключена из партии. Вместе с другими деятелями радикально-марксистского (преимущественно троцкистского) толка, изгнанными из ПТ, она стала одной из основателей левоопозиционной Партии социализма и свободы в следующем году. В 2013 году она помогла основать партию «Сеть устойчивого развития» (Rede Sustentabilidade) и ныне является ее членом.

## Биография

### Первые шаги в политике. Партия трудящихся
Медсестра по образованию, Элена была причастна к созданию Центра здоровья в Федеральном университете Алагоаса. Она также участвовала в и студенческих, профсоюзных и других общественных движенияхборовшихся против правой военной диктатуры. Воодушевлённая Шику Мендесом, Элоиза с 1985 года стала членом левой Партии трудящихся (ПТ). Внутри партии возглавляла «Социалистическую демократию» — троцкистскую фракцию в ПТ и бразильскую секцию Воссоединённого Четвёртого интернационала. 
В 1992 году Элена была избрана заместителем мэра Масейо в составе коалиционного правительства Партии трудящихся и Социалистической партии Бразилии. В 1994 году она была избрана в собрание штата Алагоас, а в 1998 году — в Федеральный сенат. После победы своего однопартийца Луиса Инасиу Лулы да Силва на выборах президента в 2002 году, Элоиза стала одной из самых яростных критиков отхода ПТ от социалистической политики, компромиссов с буржуазным партиями и приверженности нового коалиционного правительства центристскому курсу. После голосования в Сенате против пенсионной реформы в декабре 2003 года она была исключена из ПТ за нарушение партийной дисциплины. Осталась в Сенате как независимый политик.

### Во главе Партии социализма и свободы. Кандидат в президенты
После изгнания из ПТ Элена и другие партийные диссиденты в конце 2004 года основали новую последовательно антикапиталистическую политическую силу — Партию социализма и свободы (PSOL). Элена была первым национальным президентом PSOL с 2004 по 2010 год, а также возглавляла фракцию «Свобода и революция» внутри партии. Активная парламентская деятельность принесла ей широкую известность, и в конце 2005 года журнал Forbes Brasil назвал её самой влиятельной женщиной в бразильской политике и законодательном органе, а издание IstoÉ Gente — личностью года.
На всеобщих выборах 2006 года Элена была кандидатом в президенты Партии социализма и свободы. Она заняла третье место после Лулы от ПТ и кандидата от правоцентристов, получив 6,6 миллионов (почти 6,9 %) голосов. На последовавших муниципальных выборах 2008 года она была избрана членом совета Масейо, получив из всех кандидатов в штате Алагоас больше всего голосов (почти 30 тысяч).
На выборах 2010 года Элена отказалась выдвигаться в президенты (хотя некоторые опросы показывали, что у неё были шансы на успех), вместо чего безуспешно баллотировалась в Сенат от Алагоаса. Несмотря на то, что она лидировала в опросах в течение значительного времени, в итоге она получила 417 636 голосов (16,6 % от общего числа), финишировав только третьей после Бенедиту де Лира и Ренана Калейроса.

### Смена партии. Сеть устойчивого развития
20 октября 2010 года в СМИ было объявлено, что Элоиза покинула пост президента PSOL. Член совета штата и бывший сенатор заявила, что она решила уйти с руководящего поста в партии из-за поддержки той кандидата в президенты от Партии трудящихся Дилмы Русеф во втором туре президентских выборов 2010 года. (На самом деле PSOL заявила только о «критической поддержке» Русеф против правого кандидата Жозе Серры, подчеркнув, что будет и впредь выступать против центристской политики ПТ; при этом многие члены партии, в том числе тогдашний кандидат в президенты Плиниу де Арруда Сампайо, не поддержали ни одного из кандидатов).
Хотя в пресс-релизе Элена давала понять, что продолжит работу в рядах PSOL, с 2011 года в прессе высказывались предположения, что она присоединится к надпартийному политическому движению Марины Силвы. 4 марта 2013 года резолюция PSOL превентивно «приостановила членство» Элоизы за помощь в создании новой партии экс-сенатора Марины Силвы «Сеть устойчивого развития». Сама же Элена заявляла, что покинула PSOL из-за «программных разногласий», в частности, из-за своей оппозиции абортам.

## Ссылка
- Официальный сайт
- «Victory for PT in municipal elections» by Heloísa Helena (February 2001)
- Interview with Heloísa Helena
- Interview with Heloísa Helena